# نبرد رایشنبرگ
نبرد رایشنبرگ (انگلیسی: Battle of Reichenberg) نبردی بود که در زمان جنگ هفت ساله در ۲۱ آوریل ۱۷۵۷ میان پادشاهی پروس و امپراتوری هابسبورگ در نزدیکی رایشنبرگ (لیبرتس) در بوهم در جمهوری چک کنونی رخ داد.این نبرد در نهایت با پیروزی پروسی‌ها به پایان رسید.